# Seznam ruských knížectví
Toto je seznam ruských knížectví
Toto je seznam historických ruských knížectví, hlavních knížectví, existujících od 9. do 16. století, tj. v období od rozpadu staroruského státu do doby vytvoření Ruského carství a Polsko-litevské unie (Kyjevská Rus, Velkoknížectví vladimiřské, Haličsko-volyňské knížectví, Litevské velkoknížectví, Polsko-litevské společenství a další státní útvary, které vznikly po rozpadu některých výše uvedených zemí).
Tyto státy se rozkládaly na území dnešního Ruska, Běloruska, Ukrajiny, Litvy, Polska a dalších zemí.

## Kyjevské knížectví(882-1471)
Západně od Kyjeva, severozápadní části Čerkaské a východní části Žytomyrské oblasti dnešní Ukrajiny.
Hlavním městem byl Kyjev (viz též Seznam kyjevských velkoknížat).
- Poroské (Torčeské) knížectví (? — ?), hlavní město - Torčesk.
- Ovručské knížectví, hlavní město - Vručij (Ovruč).
- Vyšhorodské knížectví (1077–1210), hlavní město - Vyšhorod.
- Bělgorodské knížectví, hlavní město - Bělgorod (dnes Bělogorodka).
- Boguslavské knížectví, hlavní město - Boguslavl.
- Korsunské knížectví, hlavní město - Korsun.
- Trepolské knížectví, hlavní město - Trepol (dnes Tripolje).
- Kotelničské knížectví

## Perejaslavlské knížectví(1054-1239)
Jižně od Černigovské oblasti, jihovýchodně od Kyjevské oblasti, východně od Čerkaské oblasti, severovýchodně od Dněpropetrovské, Poltavské a Charkovské oblasti na Ukrajině.
Hlavní město - Jižní Perejaslavl (Ruský) (dnes Perejaslav).
- Knížectví gorodecko-osťorské, hlavní město - Gorodec-Osťorskij (Oster).

## Haličsko-volyňské knížectví(1198-1392)
- Volyňsko (v polovině 12. století): Volyňská a Rovenská oblast Ukrajiny, západní část Brestské oblasti v Bělorusku.
- Haličská zem: ukrajinské oblasti Černovice, Lvov, Ivano-Frankivsk, Ternopil, Chmelnickij, Vinnycja a Přemyšlská oblast v Polsku.

Hlavní města jsou Vladimir-Volynskij a Halyč (Rus) (viz též Seznam panovníků Haličsko-volyňského knížectví).

### Haličské knížectví(1084–1352)
Hlavní město - Halyč, od roku 1290 - Lvov (viz též Seznam haličských knížat).
- Přemyšlské knížectví (1085–1269), hlavní město - Peremyšl (dnes Přemyšl/Przemysl v Polsku).
- Zvenigorodské knížectví (1085–1211), hlavní město - Zvenyhorod.
- Těrebovelské knížectví (asi 1085–1141), hlavní město - Těrebovl (dnes Terebovlja na Ukrajině).
- Bolochovsko (Bolchovská knížectví) (? - asi 1240), hlavní město - Kamenec Podolský.
- Podolsko (Ponizje) [1] - území dnešní Vinnické a Chmelnické oblasti Ukrajiny. Jako součást Zlaté hordy ve druhé polovině 13. století, od roku 1362 v Litevském velkoknížectví.
- Berladniki ("haličské Vygoncy") (? - 40. léta 12. století) - mezi Dněstrem a Karpaty (území budoucího Moldavska). Hlavní město - (?) Byrlad (Bârlad). Stal se součástí Zlaté hordy.

### Volyňské knížectví (asi 990-1452)
Hlavní město - Vladimir-Volynskij (viz též Seznam volyňských knížat).
- Belzské knížectví (1170–1269), hlavní město - Belz.
  - Červenské knížectví (1170–1171), (1195- ?) - Červenská zem (Červenská města), hlavní město - Červen.
- Berestejské knížectví (asi 1087–1444). Berestejsko (Podlesí, původně oblast Kyjevského knížectví), hlavní město - Brest (Berestje).
  - Kobrinské knížectví (1366–1529), hlavní město - Kobryn.
  - Cholmské knížectví (1263–1366), hlavní město - Cholm (dnes Chelm v Polsku).
- Dorogobužské knížectví (asi 1085–1227), hlavní město - Dorogobuž.
  - Čartoryjské kížectví, hlavní město - Čartoryjsk.
  - Šumské knížectví (13.-13. století), hlavní město - Šumsk.
- Dorogičinské knížectví (asi 1180–1182), hlavní město - Dorogočin.
- Lucké knížectví (1099, 1125–1320), hlavní město - Luck (Lučesk). + Kategorie:Lucká knížata
- Peresopnické knížectví (1146–1238), hlavní město - Peresopnica.
  - Kremeněcké knížectví (? — ?), hlavní město - Kremeněc.
  - Izjaslavské knížectví (? — ?), hlavní město - Izjaslavl (Volynskij).

## Turovsko-pinské knížectví(asi 998–1168)
Západně od Gomelu, východně od Brestské oblasti v Bělorusku, severně od Žytomyrské a Rovenské oblasti Ukrajiny.
Hlavní město - Turov.
V roce 1167/1174 rozděleno na Turovské, Pinské a Dubrovické knížectví.
- Turovské knížectví (1167/1174-1540), hlavní město - Turov (viz též Seznam turovských knížat).
- Pinské knížectví (1167/1174-1521), hlavní město - Pinsk (Pinesk).
- Dubrovické knížectví (1167/1174 - ?), hlavní město - Dubrovycja.
  - Stěpanské knížectví (asi 1230–?), hlavní město - Štěpaň.
- Slucké knížectví (1142/1147-1587), hlavní město - Sluck (Slučesk).

Pravděpodobně jako součást Volyňského knížectví (podrobnosti viz též Gorodenské knížectví):
- Gorodenské knížectví (1116–1413), hlavní město - Gorodno (Grodno, Goroden).
  - Volkovské knížectví (1147–1431), hlavní město - Volkovysk (Volkovysk).
    - Slonimské knížectví (1260–?), hlavní město - Uslonim (Slonim, Vslonim).

  - Novogrudokské knížectví (1147–1431), hlavní město - Novgorodok (Novogrudok). Původní držení Mindovgu, kolem kterého se začal shromažďovat Litevské velkoknížectví.

## Polocké knížectví(asi 960-1307/1399)
Oblasti Vitebsk, Minsk, Grodno v Bělorusku.
Polocká zem se stala součástí Litevského velkoknížectví od roku 1326.
Hlavní město - Polock (Polotesk) (viz též Seznam polockých knížat).
Roku 1307 přešlo pod Litevské velkoknížectví.
podřízená území:
- Polocké knížectví (1101–1392) Hlavní město - Polotesk (Polock).
  - Jerciské knížectví (1180/1186-1208), hlavní město - Gercike (Jersika).
  - Kukejnoské knížectví (1180/1186 - po 1225), hlavní město - Kukeynos (Koknese, Kokenhausen).
  - Lukomlské knížectví (polovina / konec 14. století), hlavní město - Lukoml.
- Minské knížectví (1070–1326/1407), hlavní město - Mensk (Minsk).
  - Svisločské knížectví (1140–1326/1407), hlavní město - Svisloč (dnes - pravděpodobně vesnice Svisloč).
- Drucké knížectví (1101–1508), hlavní město - Drjutesk (Druck).
- Izjaslavské knížectví (1070–1326), hlavní město - Izjaslavl, od roku 1180/1186 jako součást Minského knížectví.
  - Logožské knížectví (asi 1150–1326), hlavní město - Logožsk (Logojsk). Přešlo pod od roku 1180/1186 jako součást Minského knížectví.
- Vilenské knížectví (?) (1070–1413), hlavní město - Vilna (Vilnius).
- Vitebské knížectví (1101–1320/1392), hlavní město - Vidbesk (Vitebsk).
  - Usvjatské knížectví (1140–1320), hlavní město - Usvjat.

## Novgorodská země/Novgorodská republika(9. století - 1478)
Novgorod, jižní část Pskovské oblasti, Leningrad, Archangelsk, sever Tverských oblastí, republiky Komi a Karélie.
Hlavní město - Novgorod (Gospodin Velikij Novgorod) (viz též Seznam novgorodských knížat).

### Pskovská republika(1348–1510)
Část oblasti Pskov.
Hlavní město - Pskov (Pleskov) (viz též Seznam pskovských knížat).

## Smolenské knížectví(asi 990-1404)
Smolensk, západně od Tveru, jižně od Pskovské oblasti. Rusko, východně od Mogilevské oblasti. Bělorusko.
Hlavní město - Smolensk (viz též Seznam smolenských knížat).
Roku 1404 přešlo pod Litevské velkoknížectví.
podřízená území:
- Toropecké knížectví (1167–1320), hlavní město - Toropec (Toropech). V letech 1355/62 přešlo pod VKL
- Mstislavlské knížectví (12. století - 1529), hlavní město - Mstislavl.
- Vjazemské knížectví (1190–1403/1494), hlavní město - Vjazma. V roce 1403 přešlo pod Litevské velkoknížectví
- Fominsko-berezujské knížectví (asi 1206–1404), hlavní město - Fominskoje.
- Krasenské knížectví, hlavní město - Krasnoje.
- Vasiljevské knížectví, hlavní město - Vasiljev.
- Dorogobužské knížectví (asi 1343–1505), hlavní město - Dorogobuž. V roce 1403 přešlo pod Litevské velkoknížectví (Kategorie:Dorogobužská knížata)
- Porchovské knížectví (1386–1442), hlavní město - Porchov. V roce 1404 přešlo pod Litevské velkoknížectví
- Možajské knížectví (1279–1303), hlavní město - Možajsk. V roce 1303 přešlo pod Moskevské velkoknížectví (konkrétní knížectví 1389–1492).

## Černigovské knížectví(1024–1330)
Sever Černigovské oblasti Ukrajiny, východně od Gomelské oblasti. Bělorusko, Kaluga, Brjansk, Lipeck, Oryolské oblasti. Rusko.
Hlavní město - Černihiv (viz též Seznam černigovských knížat).
Po zpustošení Mongoly knížectví silně upadlo a hlavním centrem se stal Brjansk. Proces fragmentace knížectví pokračoval, většinu území knížectví pohltilo Litevské velkoknížectví. Zároveň část Věrchovského knížectví, která je součástí Litevského velkoknížectví, získala plnou vnitřní autonomii.
- Klecké knížectví (1142/1147-1521), hlavní město - Kleck (Klečesk).
- Vščižské knížectví (1156–1240), hlavní město - Vščiž.
- Brjanské knížectví (asi 1240–1430), hlavní město - Brjansk (Debrjansk).
- Starodubské knížectví (Severské) (litevské území kolem 1406–1503), hlavní město - Starodub.
- Gomelské knížectví (? — ?), hlavní město - Gomyj (Gomel).
- Snovské knížectví (? — ?), hlavní město - Snovsk.
- Repejské knížectví (? — ?), hlavní město - Ropesk (Repejsk).
- Ustynské knížectví (? — ?), hlavní město - Ustje (dnes obec Usty).
- Verchovská knížectví - východ Černigovska.
  - Zvenigorodské knížectví (asi 1340–1504), hlavní město - Zvenigorod na Oce (viz též Seznam zvenigorodských knížat).
  - Karačevské knížectví (asi 1246–1360), hlavní město - Karačev.
  - Kozelské knížectví (asi 1235–1445), hlavní město - Kozelsk.
  - Lubutské knížectví (asi 1235–1445), hlavní město - Lubutsk (Ljubutsk).
  - Mezecké knížectví (asi 1360–1504), hlavní město - Mezeck (Mezčesk, dnes Meščevsk). V roce 1493 přešlo pod Moskevské velkoknížectví.
    - Barjatinské knížectví (asi 1450–1504/9), hlavní město - Barjatin (dnes Barjatino v Kalužské oblasti).

  - Mosalské knížectví (asi 1350–1494), hlavní město - Mosalsk (Masalsk). V roce 1500 přešlo pod Moskevské velkoknížectví.
  - Myšegodské knížectví (asi 1270–1488), hlavní město - Myšegda (Myšacha).
  - Novosilské knížectví (polovina 13. století – 1425), hlavní město - Novosil. Rozděleno na:
    - Beljovské knížectví (1468–1558), hlavní město - Beljov. V roce 1487 přešlo pod Moskevské velkoknížectví (osud do 1558).
    - Vorotynské knížectví (asi 1455–1573), hlavní město - Vorotynsk (Vorotynesk). V roce 1493 přešlo pod Moskevské velkoknížectví (jako území do roku 1573) (viz Seznam vorotynských knížat).
    - Odojevské knížectví (asi 1455–1407), hlavní město - Odojev. Přešlo pod Moskevské velkoknížectví 1474 (s dědickými právy do roku 1547).

  - Obolenské knížectví (asi 1270–1494), hlavní město - Obolensk (Obolenesk). Přešlo pod Moskevské velkoknížectví 1362-89.
  - Peremyšlské knížectví (? - ?). Centrum - Peremyšl na Oce. Přešlo pod Moskevské velkoknížectví 1487.
  - Taruské knížectví (1246–1392), hlavní město - Tarusa. Přešlo pod Moskevské velkoknížectví 1392.
  - Spašské knížectví (? — ?), hlavní město - Spaš (Ispaš). Přešlo pod Moskevské velkoknížectví (Novosilské panství).
  - Volkonské knížectví (asi 1270–1470), hlavní město - Volkona (Volchona, Volkonsk).
  - Koninské knížectví (? — ?), hlavní město - Konin (Kanin).
  - Trostenské knížectví (asi 1460-90). Hlavní město je v pevnosti Trosten. V roce 1490 přešlo pod Moskevské velkoknížectví.

### Novgorodsko-severské knížectví(asi 1096-1494)
Sumská oblast Ukrajiny, Kursk a jih od Brjanské oblasti Ruska.
Hlavní město - Novhorod-Siverskyj (viz též Seznam novgorodsko-severských knížat).
Oddělilo se od Černigovského knížectví.
podřízená území:
- Kurské knížectví (asi 1095–1270), hlavní město - Kursk (Kuresk) (viz též Seznam kurských knížat).
- Rylské knížectví (asi 1152–1523), hlavní město - Rylsk (viz též Seznam rylských knížat).
- Putivelské knížectví (asi 1150–1500), hlavní město - Putivel.
- Gluchovské knížectví (asi 1246–1407), hlavní město - Hluchiv/Gluchov.
- Trubčevské knížectví (1164–1556), hlavní město - Trubčevsk (Trubec).
  - Jelecké knížectví (asi 1370–1483), hlavní město - Jelec. Přešlo pod Moskevské velkoknížectví. Před mongolskou invazí byl Jelec součástí Černigovského knížectví, později přímo do Zlaté hordy. Na počátku 14. století přešel do Rjazaňského knížectví, od kterého se brzy oddělil.
  - Lipecké knížectví (asi 1283-?), hlavní město - Lipeck. Do roku 1202 byl Lipeck součástí Černigovského knížectví, později byl připojen k Rjazaňskému knížectví. Zničen během mongolské invaze.
  - Vorgolské knížectví (po 1202—?), hlavní město - Vorgol. Do roku 1202 bylo součástí Černigovského knížectví, později bylo připojeno k Rjazaňskému knížectví. Zničen během mongolské invaze.

## Muromsko-rjazaňské knížectví
Centrum oblasti Rjazaň. Jižně od Rjazaňské oblasti. Jižně od Vladimiru, severně od Rjazaně, jihozápadně od Nižnij Novgorodské oblasti.
V letech 1054–1127 východní periferie Černigovského knížectví.
- Muromské knížectví (989–1393), hlavní město - Murom. V roce 1392 přešlo pod Moskevské velkoknížectví.
- Rjazaňské velkoknížectví (1129–1521), hlavní město - Stará Rjazaň, od roku 1237 Perejaslavl-Rjazanskij (Nová Rjazaň). Od konce 13. století velkoknížectví (srov. Seznam rjazaňských knížat).
  - Pronské knížectví (1129–1465), hlavní město - Pronsk. Od poloviny 14. století velkoknížectví (srov. Seznam pronských knížat).
  - Bělgorodské knížectví (asi 1149–1205), hlavní město - Bělgorod-Rjazanskij.
  - Kolomenské knížectví (asi 1165–1301), hlavní město - Kolomna.
  - Jelecké knížectví (asi 1370–1483), hlavní město - Jelec. Přešlo pod Moskevské velkoknížectví. Před mongolskou invazí byl Jelec součástí Černigovského knížectví, později začleněno přímo do Zlaté hordy. Na počátku 14. století přešel do Rjazaňského knížectví, od kterého se brzy oddělil.
  - Lipecké knížectví (asi 1283-?), hlavní město - Lipeck. Do roku 1202 byl Lipeck součástí Černigovského knížectví, později byl připojen k Rjazaňskému knížectví. Zničen během mongolské invaze.

Údělná knížectví Jelec, Lipeck a Vorgol v rámci Rjazaňského knížectví se nazývala souhrnně „Rjazaňská Ukrajina“.

## Tmutarakanské knížectví(asi 988-1100)
Taman a východní Krym.
Zpočátku jižní okraj Černigovského knížectví.
Hlavní město - Tmutarakan (Temi-Tarkan, Tamatarcha) (viz též Seznam tmutarakanských knížat).

## Vladimírsko-suzdalské knížectví(1125 - 1389)

### Nižněnovgorodsko-suzdalské velkoknížectví(1328-1424)
Hlavní město - Suzdal, od roku 1350 - Nižnij Novgorod.
- Suzdalské knížectví (1216–1341), hlavní město - Suzdal.
- Nižnij Novgorodské knížectví (1341–1447), hlavní město - Nižnij Novgorod.

podřízená území:
- Gorodecké knížectví (1264–1403), hlavní město - Gorodec.
- Knížectví šuja (1387–1420), hlavní město - Šuja.

### Perejaslavl-Zalesské knížectví (1175-1302)
Hlavní město - Perejaslavl (dnes Perejaslavl-Zalesskij).

### Rostovské knížectví(asi 989-1474)
Hlavní město - Rostov (viz též Seznam rostovských knížat).
V roce 1328 se rozpadl:
- Starí linie (Sretenskaá (Usretinská) čast Rostova).
- Mladší linie (Borisoglebská část Rostova).

podřízená území:
- Usťužské knížectví (1364–1474), hlavní město - Velikij Usťug.
- Bochťužské knížectví (1364–1434). Hlavní město není známo.

### Jaroslavské knížectví (1218–1463)
Hlavní město - Jaroslavl (viz též Seznam jaroslavských knížat).
podřízená území:
- Moložské knížectví (asi 1325–1450), hlavní město – Mologa.
  - Šumorovské knížectví (asi 1365–1420), hlavní město – vesnice Šumorovo.
  - Prozorské knížectví (asi 1408–1460), hlavní město – Prozorov.
    - Sudské knížectví, hlavní město – obec Sudka.

  - Sické knížectví (asi 1408–1460), hlavní město – Nekouz.
- Romanovské knížectví (1345–?), hlavní město – Romanov.
  - Kubenské knížectví (? –1447). Hlavní město není známo.
  - Šechonské knížectví (Pošechonské) (asi 1410–1460), hlavní město – Kňažič Gorodok.
  - Uchorské knížectví (Ugorské) (asi 1420–1470). Hlavní město není známo.
- Šeksninské knížectví (asi 1350–1480). Hlavní město není známo.
- Novlenské knížectví (asi 1400–1470). Hlavní město není známo.
- Zaozerské knížectví (asi 1400–1447), hlavní město – vesnice Ustje.
- Kurbské knížectví (asi 1425–1455), hlavní město – obec Kurba.

### Ugličské knížectví(1216-1605)
Hlavní město - Uglič (viz též Seznam ugličských knížat).

### Bělozerské knížectví (1238-1486)
Hlavní město - Běloozero (dnes Bělozersk), od roku 1432 - Vereja (viz též Seznam bělozerských knížat).
podřízená území:
- Sogožské knížectví (Sugorsk) (asi 1345–1375). Hlavní město není známo.
- Šelešpanské knížectví (asi 1375–1410). Hlavní město není známo.
- Kemské knížectví (asi 1375–1430), hlavní město - vesnice Kem.
- Kargolomské knížectví (asi 1375–1430). Hlavní město není známo.
  - Uchtomské knížectví (asi 1410-50). Hlavní město není známo.
- Ďabrinské knížectví (? -?). Hlavní město není známo.
- Andožské knížectví (asi 1385–1430). Hlavní město není známo.
- Vadbolské knížectví (asi 1410-50). Hlavní město není známo.
- Běloselské knížectví (asi 1385–1470), hlavní město - Běloje Selo.

### Starodubské knížectví (1238-1460)
Hlavní město - Starodub na Kljazmě (viz též Seznam starodubských knížat).
podřízená území:
- Požarské knížectví (asi 1390–1470), hlavní město - Pogar (Oheň). Místo neznámé.
- Rjapolovské knížectví (asi 1390–1440). Hlavní město - Rjapolovo
- Palešské knížectví (asi 1390–1470), hlavní město - Palech.
- Krivoborské knížectví (asi 1440-70). Hlavní město není známo.
- Ljalovské knížectví (asi 1440-60).
- Golibesovské knížectví (asi 1410–1510), hlavní město - vesnice Trojickoje.
- Romodanovské knížectví (asi 1410-40), hlavní město - Romodanovo.

### Galičské knížectví(1246-1453)
Hlavní město - Galič Měrskij.

### Jurjevské knížectví(asi 1212-1345)
Hlavní město - Jurjev-Polskij.

### Kostromské knížectví(1246-1303)
Hlavní město - Kostroma.

### Dmitrovské knížectví(1238-1569)
Hlavní město - Dmitrov.

### Tverské knížectví(1242–1490)
Hlavní město - Tver.
podřízená území:
- Kašinské knížectví (1318–1426), hlavní město - Kašin.
- Cholmské knížectví (1319–1508), hlavní město - Krasnyj Cholm.
- Dorogobužské knížectví (1318–1486), hlavní město - Dorogobuž.
- Zubcovské knížectví (1318–1460), hlavní město - Zubcov.
- Mikulinské knížectví (1339–1485), hlavní město - Mikulino.
- Gorodenské knížectví (1425–1435).
- Teljatěvské panství (1397–1437). Hlavní město není známo.
- Čerňatinské panství (1406–1490), hlavní město - Čerňatin (dnes vesnice Čerňatino).

### Moskevské knížectví(1276-1547)
Hlavní město - Moskva (viz Seznam moskevských knížat).
podřízená území:
- Serpuchovské knížectví (1341–1472) (viz též Seznam serpuchovských knížat).
  - Borovské knížectví (1410–1426), hlavní město - Borovsk.
  - Radoněžské knížectví (1410–1426), hlavní město - Radoněž.
  - Knížectví Přemysl (1410–1427), hlavní město - Peremyšl.
- Zvenigorodské knížectví (1331–1492), hlavní město - Zvenigorod.
- Vologdské knížectví (1433–1481), hlavní město - Vologda.
- Verejské knížectví (1432–1486), hlavní město - Vereja.
- Volocké knížectví (1408–1410) (1462–1513), hlavní město - Volok Lamskij (dnes Volokolamsk).
- Ruzské knížectví (1494–1503), hlavní město - Ruza.
- Starické knížectví (1519-63), hlavní město - Starica (viz též Seznam starických knížat).
- Rževské knížectví (1408–1410, 1462–1526), hlavní město - Ržev.
- Kalužské knížectví (1505–1518), hlavní město - Kaluga.
- Možajské knížectví (1389–1492) – viz též Smolenské knížectví.

## Vjatská zem(1181–1489)
Oblast středního toku Vjatky je součástí dnešní Kirovské oblasti.
Hlavní město - Chlynov.
- Vjatská věčská republika (1136–1489), hlavní město - Vjatka (dnes Kirov). Staroruský výraz věče označuje zákonodárné lidové shromáždění.

## Velkopermské knížectví(1323-1505)
Geograficky zaujímalo historickou oblast Veliké Permě.
Hlavní město - Čerdyn.

## Litevské velkoknížectví(1236-1795)
Hlavní město - Vilna/Vilno (dnes Vilnius).